# Fatboy Slim
Норман Квентін Кук (англ. Norman Quentin Cook; нар. як Квентін Лео Кук, англ. Quentin Leo Cook, 31 липня 1963, Бромлі, Кент, Велика Британія) — британський музикант в жанрі електронної музики. Вважається основоположником стилю big beat, панк і поп 1960-их в електронній обробці. За іншим визначенням — комбінація хіп-хопу, брейкбіту, року та ритм-енд-блюзу.

## Біографія
Музична кар'єра Квентіна Кука починалася у 80-их, коли він був бас-гітаристом у групі «нової хвилі» The Housemartins. Гурт досить швидко розпався, хоча випущені ним два альбоми непогано продавалися. Узагалі музику The Housemartins можна оцінити як мелодійний гітарний поп із глибокими іронічними текстами. Такий стиль був дуже схожий на музику U2 і New Order того ж періоду.
Найбільші хіти The Housemartins — «Happy Hour» і «Caravan of Love».
Після розпаду групи Квентін вирішує почати все з нуля і зайнятися сольною кар'єрою. Уже тоді він обирає для себе електронну музику — і це задовго до культового альбому Screamadelica групи Primal Scream, який фактично стер кордони між роком та електронікою і став поштовхом до глобальної моди на ейсід музику, тобто кислотну.
Перший сольний проект Кука дістав назву Beats International. Далі був Freak Power (Simply Red під кислотою, як виражався сам Квентін). На хвилі популярності acid цьому проекту вдається своїм хітом «Turn On, Tune In, Cop Out» добратися до другої сходинки чартів (в першу намертво вчепилася Вітні Г'юстон). Після Freak Power Квентін займається музикою одночасно під різними псевдонімами (Pizzaman, Mighty Dub Katz тощо) і з купою різноманітних музикантів. Сингли, підписані всіма цими іменами, виходять на маленьких студіях і, в основному, лише на вінілових платівках — неофіційному символу танцювального андерграунду.

## FatBoy Slim
Таким чином на четвертому десятку свого життя Квентін поступово перетворюється із ортодоксального рокера у клубного ді-джея, який не марить популярністю та має на меті творити лише танцювальний андерграунд, навіть якщо той знайде лише кілька десятків прихильників. Проте сталося не так як гадалося. А все тому, що своїм стилем Кук обирає біг-біт — жанр, який у середині 90-их почав набирати неабияку популярність. Так сталося, що саме біг-бітом Квентін поклав кінець моді на «кислоту», зокрема на рейв і його відгалуження хеппі-хардкор (англ. happy hardcore), хоча до цього періоду усі зусилля музиканта були напрямлені на популяризацію ейсід-музики.
Better Living Through Chemistry (1996)
Перший альбом Квентіна Кука (під псевдонімом FatBoy Slim) "Better Living Through Chemistry" вийшов 16 вересня 1996 року. Фактично це було зібрання ді-джейських сетів Фетбой Сліма. Упорядковувати альбом Фетбой Сліму допомагали легендарні The Chemical Brothers, які також здобули славу завдяки біг-біту та разом із тим же Фетбой Слімом, американцями The Crystal Method і частково The Prodigy вважаються піонерами даного стилю. Щодо альбому, то його фанати сприйняли досить добре, хоча по-суті його вміст говорив про зраду ді-джеєм вищеописаних принципів творення андеґраунду. Чотири треки з альбому потрапили в UK Singles Chart. Зокрема, ремікс на композицію «Everybody Needs A 303» досяг тридцять четвертої сходинки у британському чарті. Проте найпопулярнішим треком з альбому "Better Living Through Chemistry" став «Going Out Of My Head» на який був відзнятий відеокліп про величезний магнітофон, який переходить з рук у руки. Героями кліпу є представники розповсюджених у середині 90-их молодіжних субкультур.
| Рік           | Сингл                           | UK Singles Chart |
| ------------- | ------------------------------- | ---------------- |
| березень 1996 | «Everybody Needs a 303»         | #191             |
| вересень 1996 | «Punk to Funk»                  | #177             |
| травень 1997  | «Going Out of My Head»          | #57              |
| листопад 1997 | «Everybody Needs a 303 (Remix)» | #34              |

You've Come a Long Way, Baby (1998)
Хоча свою наступну роботу Фетбой Слім створив виключно для танцполів, альбом "You've Come A Long Way, Baby" вмить стає популярним завдяки таким хітам, як "Rockafeller Skank", "Right Here, Right Now", "Gangster Trippin" та "Praise You". Остання композиція стала особливо популярною в Британії завдяки ексцентричному відеокліпу (зйомка прихованою камерою) і досягла першої сходинки у британському сингловому чарті.
| Рік          | Сингл                                     | UK Singles Chart |
| ------------ | ----------------------------------------- | ---------------- |
| червень 1998 | «The Rockafeller Skank»                   | #6               |
| жовтень 1998 | «Gangster Trippin»                        | #3               |
| січень 1999  | «Praise You»                              | #1               |
| травень 1999 | «Right Here Right Now»                    | #2               |
| 1999         | «Build It Up - Tear It Down» (promo only) | —                |

Halfway Between the Gutter and the Stars (2000)
У 2000 році виходить третій студійний альбом Фетбой Сліма. Для участі у його створенні ді-джей запросив таких виконавців як Месі Грей (виконує ритм-енд-блюз), Бутсі Коллінза (фанк), Роланда Кларка (хауз), Роджера Санчеза (хауз), Ешлі Слейтер. Також в цьому альбомі можна почути і культового музиканта і фронтмена The Doors Джима Морісона. Таким чином для «Halfway Between the Gutter and the Stars» Фетбой Слім зібрав музикантів і виконавців з різних жанрів.
| Рік           | Сингл                                                                   | UK Singles Chart |
| ------------- | ----------------------------------------------------------------------- | ---------------- |
| жовтень 2000  | «Sunset (Bird of Prey)»                                                 | #9               |
| січень 2001   | «Demons» (featuring Macy Gray)                                          | #16              |
| травень 2001  | «Star 69 / Weapon of Choice»                                            | #10              |
| вересень 2001 | «Song for Shelter / Ya Mama»                                            | #30              |
| грудень 2001  | «Song for Shelter (Remix)» (featuring Roland Clarke) (лише 12-дюймовий) | #90              |
| грудень 2001  | «Drop the Hate» (лише 12-дюймовий)                                      | #101             |
| січень 2002   | «Retox» (лише 12-дюймовий)                                              | #73              |
| червень 2002  | «Talkin' Bout My Baby» / «Drop the Hate (Remix)» (лише 12-дюймовий)     | #92              |